# Thelema

L'Esagramma unicursale, uno dei simboli più importanti della Thelema, equivalente al geroglifico egizio dell'Ankh o alla Croce Rosa dell'ordine dei Rosacroce, ma la sua prima origine è data dall'"esagramma mistico" composto nel 1639 da Blaise Pascal nel suo teorema di Pascal.

Thélema o Thelema è una filosofia elaborata da Aleister Crowley all'inizio del XX secolo.
Il termine è la traslitterazione inglese del sostantivo tratto dalla koinè greca θέλημα (pronunciato [θèlima] ) "volontà", dal verbo θέλω "volere, desiderare." Nei suoi assiomi e postulati fondamentali, è stata poi adottata come principio centrale da varie organizzazioni religiose. La prima legge di Thélema è "Fai ciò che vuoi sarà tutta la Legge. L'amore è la legge, amore sotto la volontà."

## Storia
La legge di Thélema è stata sviluppata da Aleister Crowley, scrittore ed esperto di magia cerimoniale, durante un periodo trascorso in Egitto.
Lo scrittore britannico credeva di essere il profeta di una nuova era, quella dell'"Eone di Horus": questo sulla base di un'intensa esperienza spirituale che lui e sua moglie, Rose Edith, avevano avuto durante un viaggio in Egitto nel 1904. Per suo conto, affermò inoltre che un'essenza incorporea o "preterumana" che si chiamava Aiwass lo contattò e gli dettò un testo conosciuto come The Book of the Law ("Il Libro della Legge") o vel Legis Liber AL, che ha delineato i principi di Thélema.

## Caratteristiche

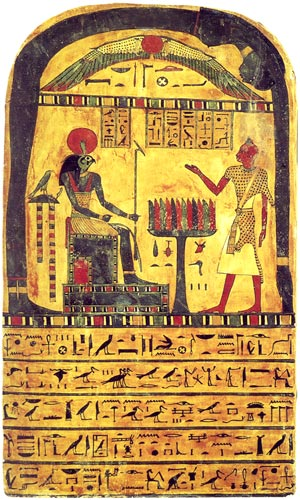
La Stele di Ankh-ef-en-Khonsu o "Stele della Rivelazione", raffigurante Nut-Nuit, Horus-Hadit come il "globo alato" e Ra-Hoor-Khuit seduto sul trono; ed il creatore della stele, lo scriba Ankh-af-na-khonsu.

Il pantheon thelèmico comprende una serie di divinità, in primo luogo una triade adattato dall'antica religione egizia, che sono tra l'altro i tre relatori del "Libro della Legge" ovvero: Nuit (da Nut), Hadit (da Horus) e Ra-Hoor-Khuit (dal binomio composto da Ra e Arpocrate). Crowley ha descritto queste divinità come una "convenzione letteraria". La religione si fonda sull'idea che il XX secolo sia contrassegnato dall'inizio dell'Era o Eone di Horus, in cui un nuovo codice etico sarebbe seguito, quello del "Fa ciò che vuoi sarà tutta la Legge". Questa dichiarazione indica che gli aderenti, noti come thélemiti, dovrebbero cercare e seguire il proprio percorso nella vita vera, conosciuta come realizzazione della loro più autentica volontà (il destino individuale di una persona durante l'esistenza), piuttosto che i propri piccoli desideri egoistici. La filosofia sottolinea anche la pratica rituale denominata Magick.
Per arrivare a tale condizione di Volontà veniva praticata la cabala, riti di Magia sessuale e lo Yoga per padroneggiare sé stessi.
Il thelema comprende anche la celebrazione dei due equinozi, i due solstizi e il compleanno del loro fondatore, Crowley. Inizialmente erano previsti anche sacrifici animali ma poi vennero banditi e vietati. 
Durante le cerimonie della messa Gnostica venivano utilizzate candele, campane, la coppa, la spada e l'incenso. Questa filosofia è stata influenzata dagli scritti di Nietzsche, Freud, Jung, Eliphas Lévi e James Frazer.

## I testi sacri
Crowley ha sviluppato la relativa religione, ha scritto ampiamente sull'argomento; il testo più importante è Il libro della legge ma lo scrittore ha anche prodotto quello che è collettivamente definito come i "Sacri Libri di Thélema" comprendenti anche idee di occultismo, Yoga, filosofie orientali, misticismo occidentale in particolare la Cabala.

## Note

L'Albero della vita della Qabbalah ebraica, assai importante all'interno dell'ordinamento magico dell'organizzazione spirituale A∴A∴ in quanto i gradi di avanzamento sono legati ad esso.